# 段玉裁墓
段玉裁墓，位于江苏省常州市金坛区薛埠，清代学者段玉裁夫妇的墓葬，院内还有段母的墓葬。2002年10月22日评为江苏省文物保护单位。
段玉裁号茂堂，系清代训诂学大师，著有说文解字注。其墓地位于花山大坝头村边，背靠茅山，早已荒芜，湮没无闻。墓碑在1984年被金坛市文物管理委员会发现，上刻碑文“清故段茂堂公夫妇墓”。段墓东侧为其母之墓，墓碑上刻“皇清敕赐孺人显妣史太孺人之墓，孝男段玉裁、玉章、玉立敬立”。墓区东西22米，南北12米，青砖围墙保护，门前九级石阶。1985年金坛县人民政府和中国训诂学会重修段墓，立有碑记。